# Cefteram
Cefteram (INN) es un antibiótico cefalosporínico de tercera generación.